# I-16
I-16 — підводний човен Імперського флоту Японії, який брав участь у Другій світовій війні.

## Передвоєнна історія
Корабель заклали на верфі компанії Mitsubishi Кобе, а після спуску добудували на верфі Kure Navy Yard. Човни типу C, підтипу C1 (він же клас I-16), головним серед яких був саме I-16, мали великі розміри (їхня надводна водотоннажність перевищувала підводний показник океанських підводних човнів США) та могли нести мінісубмарину для диверсійних операцій.
I-18 завершили в березні 1940-го та спершу підпорядкували Військово-морському району Йокосука. У листопаді 1941-го його включили до складу 1-ї дивізії підводних човнів.

## Атака на Перл-Гарбор
Для участі в нападі на головну базу Тихоокеанського флоту США японці сформували загін із 5 підводних човнів, що могли бути носіями мінісубмарин. 19 листопада загін вирушив до Гаваїв.
7 грудня 1941-го менш ніж за годину після опівночі I-16 запустив свою мінісубмарину в районі за тринадцять кілометрів від Перл-Гарбору. Під вечір тієї ж доби човен перебував на обумовленій точці зустрічі з екіпажами мінісубмарин, де отримав від своїх диверсантів кодовий сигнал про успішну операцію. Втім, якихось деталей дізнатись не вдалось, оскільки диверсанти так і не повернулись на I-16. Невдовзі після опівночі 8 грудня від них надійшло ще одне повідомлення про втрату мінісубмариною здатності пересуватись, після чого контакт був втрачений назавжди.
У 2002 році поблизу Гаваїв виявили рештки розколотої на три частини мінісубмарини I-16. Їх дослідження дозволило припустити, що на ній спрацював заряд самоліквідації і що ще під час війни її розірваний на дві частини корпус підняли, причому більший із елементів був розрізаний рятувальниками надвоє. Далі уламки знову опинились у морі, проте причини цього невідомі, оскільки не знайшлось жодного звіту про операції з цими рештками. Під час обстеження на початку 2000-х встановили, що обидві торпеди відсутні, втім, було неможливо з достатньою впевненістю визначити, були вони випущені чи видалені під час наступних операцій з уламками. Деякі дослідники вважають, що мінісубмарина з I-16 могла відстрілятись по лінкорах «Західна Вірджинія» чи «Оклахома».
12 грудня човен вирушив від Гаваїв до бази на атолі Кваджелейн (Маршаллові острови), куди й прибув 20 грудня.
Більшість підводних човнів, що брали участь у рейді на Перл-Гарбор, після цього вирушили для виконання бойових завдань до різних районів Тихого океану. Втім, I-16 відкликали до Куре для тестування нового обладнання, яке б дозволило екіпажам мінісубмарин переходити до них під водою, що позбавляло б човен-носій від необхідності спливати перед запуском. 25 грудня I-16 полишив Кваджалейн та 3 січня 1942-го прибув до Японії.
До середини квітня човен перебував у Внутрішньому Японському морі, де, зокрема, провадив навчання у складі новоствореної 8-ї ескадри підводних човнів, до якої включили 1-шу дивізію.

## Перебазування до Пенангу
На початку квітня з 8-ї ескадри виділили призначений для дій в Індійському океані на комунікаціях союзників загін із 5 підводних човнів, до якого увійшов й I-16.
16 квітня загін вирушив із Хашираджими (затока Хіросіма). Через дві доби на Японію здійснило рейд авіаносне з'єднання Дуліттла, внаслідок чого висланий у Індійський океан загін дістав наказ пройти північніше від островів Бонін у пошуках ворожих кораблів, проте не досягнув якогось успіху.
27 квітня підводні човни прибули до Пенангу на західному узбережжі півострова Малакка. Сюди ж гідроавіаносець Ніссін доправив мінісубмарини для проведення диверсійних операцій.

## Рейд на Дієго-Суарес
30 квітня 1942-го I-18 полишив Пенанг разом з підводними човнами I-16 та I-20 та попрямував для операції проти африканських портів. Також до операції залучили човни I-10 та I-30, які несли не мінісубмарини, а літаки.
30 квітня чотири човни вийшли з Пенагу (I-30 вирушила для розвідки узбережжя східної Африки дещо раніше) та попрямували в Індійський океан. 5, 10 та 15 травня вони поповнили запаси пального від переобладнаних легких крейсерів Айкоку-Мару та Хококу-Мару, котрі провадили в Індійському океані рейд проти ворожого судноплавства.
З 20 по 29 травня розвідувальний літак з I-10 здійснив польоти над південноафриканськими портами Дурбаном, Іст-Лондоном, Порт-Елізабет та Саймонс-Тауном (база ВМФ поблизу Кейптауну), а також Дієго-Суаресом (північне завершення Мадагаскару, наразі Анціранана). В останньому був виявлений лінкор HMS Ramillies, також у порту перебували 2 есмінці, 2 корвети та 5 транспортів. Як наслідок, Дієго-Суарес обрали для нападу.
30 травня дещо менше ніж за два десятки кілометрів від Дієго-Суаресу загін узявся до запуску мінісубмарин, при цьому лише I-16 та I-20 вдалось провести цю операцію. Після цього якихось повідомлень від мінісубмарини з I-16 не надходило і назад вона не повернулась. 2 червня на узбережжі Мадагаскару виявили тіло моряка з ідентифікаційними знаками Імперського флоту, ймовірно, це був хтось із диверсантів з I-16 (обидва члени екіпажу мінісубмарини I-20 добрались до берега та були вбиті в перестрілці з морськими піхотинцями).
Що стосується рейду в цілому, то він завершився вдало, оскільки мінісубмарині I-20 вдалось важко пошкодити лінкор та потопити один транспорт (цей результат був найкращим із серії нападів, до якої також належать атаки на Перл-Гарбор та Сідней). 

## Дії проти судноплавства у Індійському океані
Після атаки на Дієго-Суарес човни продовжили похід діями проти ворожого судноплавства. 6 червня в Мозамбіцькій протоці за вісім десятків кілометрів на південний схід від острова Мозамбік I-16 торпедував, а потім добив артилерією югославське судно Susak (3889 тонн). Через дві доби за пів сотні кілометрів південніше від місця першої атаки човен потопив артилерійським вогнем грецьке судно Aghios Georgios IV (4847 тонн).
12 червня в південній частині протоки поблизу острова Базаруто I-16 торпедував та потопив ще однин югославський транспорт Supetar (3748 тонн). Після цього човен повернувся північніше та 1 липня в центральній частині Мозамбіцької протоки потопив торпедною атакою шведське судно Eknaren (5243 тонни).
Наприкінці липня I-16 провів рекогносцирування атола Дієго-Гарсія (сім з половиною сотень кілометрів на південь від Мальдівських островів), а 10 серпня повернувся до Пенангу.
26 серпня I-16 прибув до Йокосуки на ремонт.

## Атаки мінісубмаринами на Соломонових островах
Тим часом з початку серпня 1942-го на сході Соломонових островів тривала битва за Гуадалканал. У міру виходу човнів 1-ї дивізії з ремонту їх відправляли в цей регіон для підсилення японського угруповання, при цьому I-16 полишив Йокосуку 17 жовтня.
На початку листопада I-16 та ще два підводні човни I-20 та I-24 залучили до атак мінісубмаринами проти ворожих кораблів біля Гуадалканалу. Спершу човни прибули до якірної стоянки Шортленд (прикритої групою невеликих островів Шортленд акваторії біля південного завершення острова Бугенвіль, де зазвичай відстоювались легкі бойові кораблі та перевалювались вантажі для відправлення їх далі на схід Соломонових островів), де прийняли на борт мінісубмарини, доправлені з Японії гідроавіаносцем Тійода.
4 листопада I-16 вирушив до Гуадалканалу, маючи в своєму ангарі мінісубмарину HA-30. 7 листопада I-16 досяг району запуску мінісубмарин, проте лише 11 листопада вирішили провести атаку. За чотири години після опівночі HA-30 почала свою місію, проте при запуску пошкодили кермо і вже через 3 хвилини мінісубмарина мала серйозні проблеми в керуванні. Її екіпаж сплив на поверхню та попрямував у напрямку затоки Камімбо-Бей. Побачивши ворожі літаки, японці затопили мінісубмарину, а самі вибрались на берег. Тим часом I-16 при поверненні на базу дістав наказ спробувати відшукати лінкор Хіей, важко пошкоджений 13 листопада під час вирішальної морської битви поблизу Гадалканалу та покинутий наступної доби. У випадку його виявлення човен мав добити лінкор, проте пошуки вже не дали результатів.
Через кілька діб I-16 знову вирушив до Гуадалканалу, маючи в своєму ангарі мінісубмарину HA-10. За пару годин після опівночі 28 листопада човен запустив її в районі Лунга-Пойнт (мис поблизу аеродрому Гендерсон-Філд). Через шість годин HA-10 прослизнула повз ворожі есмінці та торпедувала вантажне судно Alchiba. Останнє викинулось на берег, а пожежа на ньому тривала чотири доби. Крім того, 7 грудня в Alchiba влучила ще одна торпеда з мінісубмарини HA-38, доправленої підводним човном I-24. Втім, у підсумку Alchiba, попри два влучання торпед, відремонтували 1943 року й перетворили на десантний транспорт.
Прийнявши на Шортленді третю мінісубмарину HA-22, I-16 вирушив до Гуадалканалу та в перші години 3 грудня запустив її. Диверсанти випустили обидві торпеди по есмінцю, проте не поцілили, після чого затопили мінісубмарину, а самі дістались мису Есперанс (північно-західне завершення острова).
Можливо відзначити, що у квітні 1943-го американці підняли поблизу острова одну з мінісубмарин, яка наразі — експонат музею у Гротоні (штат Коннектикут), при цьому зазначений апарат у різних джерелах ідентифікують як HA-8 (запущена на початку грудня з I-20), HA-10 або HA-30.

## Транспортні рейси до Гуадалканалу
Тим часом заблоковане на Гуадалканалі японське угруповання залишалось у важкому становищі й до його постачання залучали підводні човни. На початку січня 1943-го I-16 перебував на Труці, звідки вирушив 6 січня. 13 січня він прибув до мису Есперанс, мавши на борту вантаж у бочках, проте внаслідок присутності ворожих літаків десантні баржі Дайхацу не змогли прийняти їх. Вантаж довелось покинути, а I-16 відбув до Рабаулу (головна передова база японців у архіпелазі Бісмарка, з якої провадились операції на Соломонових островах та сході Нової Гвінеї).
25 січня I-16 знову прибув до мису Есперанс з вантажем у 18 тонн, причому цього разу він був у плавучих гумових контейнерах, що могли кріпитись на верхній палубі підводного човна та вивільнятись у підводному положенні з розрахунку, що їх винесе на берег (втім, за можливості ті самі контейнери у пункті призначенні передавали на плавзасоби, що дозволяло уникнути втрат вантажу).
Наприкінці січня японське командування розпочало операцію з евакуації гарнізону Гуадалканала, яка завершилась 9 лютого. Під час її проведення I-16 разом з підводними човнами I-11, I-25 та I-32 патрулював на південний схід від Гуадалканалу.

## Транспортні рейси до Нової Гвінеї
Тим часом виявився заблокованим гарнізон району Лае-Саламауа на сході Нової Гвінеї (у глибині затоки Х'юон, котра розділяє півострови Папуа та Х'юон). Спроба доправити сюди підкріплення надводними кораблями на початку березня завершилась повним розгромом конвою в битві в морі Бісмарка. Як наслідок, японське командування залучило підводні човни до постачання зазначеного гарнізону.
1 квітня 1943-го I-16 прибув до Лае, куди доставив 40 тонн вантажу. 2 квітня під час зворотного рейсу він зіткнувся в підводному положенні з іншим японським підводним човном I-20, що виконував аналогічну місію. I-20 зазнав незначних пошкоджень, які не завадили виконанню завдання, а I-16 повернувся до Рабаулу, а 16 квітня прибув до Йокосуки на ремонт.
21 вересня 1943-го човен вирушив з Йокосуки на Трук. На той час район Лае вже був під контролем союзників, проте тепер було потрібно постачати інші гарнізони, наприклад, у Сіо (північне узбережжя півострова Х'юон, за дві сотні кілометрів на схід від Мадангу). 17 та 25 жовтня, 2, 9, 20 та 27 листопада I-16 здійснив сюди рейси. Окрім вантажів, під час третього рейсу човен він перевіз до Сіо 30 бійців 30-го гвардійського загону. Після шостого рейсу I-16 не повернувся одразу до Рабаулу, а спершу пройшов далі до Веваку (п'ятсот кілометрів на північний захід від Сіо), куди доправив прийнятого в Рабаулі віцеадмірала Ендо Йошикадзу. 15 грудня I-16 усьоме побував у Сіо, а 25 грудня під час авіанальоту на Рабаул зазнав певних пошкоджень та 1 січня 1944-го прибув у Йокосуку для ремонту, що тривав до кінця зими.

## Останній похід
17 березня 1944-го човен вийшов з Йокосуки та через якийсь час прибув на Трук. На той час ця база вже зазнала нищівного погрому під час рейду авіаносного з'єднання 17—18 лютого, проте японці ще використовували її для окремих операцій, зокрема базування підводних човнів.
14 травня I-16 вирушив з вантажем продовольства для японського угруповання на острові Бугенвіль. З човна відправили радіограму про те, що він розраховує прибути до району Шортленд увечері 22 травня. Це повідомлення перехопили та розшифрували американці, після чого ескортним міноносцям George, Raby та England доручили перехопити та знищити I-16.
19 травня патрульний літак помітив I-16 у надводному повідомленні та попередив зазначені вище протичовнові кораблі. У другій половині дня в районі за три з половиною сотні кілометрів на північний захід від Бугенвілю по човну провели 5 атак глибинними бомбами, скинувши у кожній з них по 24 одиниці. Після останньої атаки стався потужний вибух під водою, а потім на поверхню спливли дерев'яні уламки, рис у гумових мішках та плями нафти. Разом з I-16 загинули всі 107 осіб, що перебували на борту.

## Бойовий рахунок
| Дата       | Назва              | Тип       | Тоннаж | Місце           |
| 06.06.1942 | Susak              | транспорт | 3889   | 15°42'S 40°58'E |
| 08.06.1942 | Aghios Georgios IV | транспорт | 4847   | 16°12'S 41°0'E  |
| 12.06.1942 | Supetar            | транспорт | 3748   | 21°49'S 35°50'E |
| 01.07.1942 | Eknaren            | транспорт | 5243   | 17°0'S 40°0'E   |